# Jan Fabricius
Jan Fabricius (Assen, 30 september 1871 - Wimborne (Engeland), 23 november 1964) was een Nederlandse toneelschrijver. Van zijn hand verschenen meer dan veertig toneelstukken. Met Herman Heijermans behoorde hij rond de Eerste Wereldoorlog tot de bekendste Nederlandse toneelschrijvers.

## Biografie
Fabricius groeide onder eenvoudige omstandigheden op als enige zoon - hij had vier zusters - van Johan Fabricius, corrector en meesterknecht bij de Provinciale Drentsche en Asser Courant. Als jongen moest hij thuis helpen verdienen; na vele stukgelopen betrekkingen eindigde hij als letterzettersmaatje op de drukkerij waar zijn vader werkte. Daarna mocht hij voor de krant De Winschoter raadsvergaderingen verslaan en voor gemengde berichten zorgen. Op twintigjarige leeftijd vertrok hij naar Nederlands-Indië om daar als drukker zijn brood te verdienen. Daar maakte hij snel carrière in de journalistiek. Na tien jaar keerde hij, gedwongen door een leveraandoening, terug naar Nederland om hoofdredacteur te worden van respectievelijk de Wereldkroniek, de Spaarnebode en de Nieuwe Courant.
Op aandringen van Frits Bouwmeester, broer van de acteur Louis Bouwmeester, schreef Jan zijn eerste toneelstuk: Met de handschoen getrouwd, met als thema het tot mislukking gedoemde huwelijk tussen een jonge en idealistische Hollandse vrouw met een in Indië door drank en seksuele uitspattingen verruwde planter, dat in januari 1907 door het Rotterdamsch Tooneel werd opgevoerd. Het stuk trok de aandacht door zijn dramatische kracht en een rauw realisme. Al snel volgde een ander Indisch stuk, Eenzaam, dat de tragedie uitbeeldt van een jonge ambtenaar Binnenlandsch Bestuur, die naar een verre uithoek wordt uitgezonden en daar aan eenzaamheid ten onder gaat. Een jonge Cor van der Lugt Melsert speelde hierin de hoofdrol. Drie jaar later, in 1910, volgde De rechte lijn, over een vasthoudende directeur van een groot Indisch bedrijf.
Deze stukken werden vele honderden malen opgevoerd, maar Fabricius keerde in 1910 terug naar Batavia om daar een eigen dagblad op te richten. Wederom wegens medische redenen keerde hij terug naar Europa en vestigde zich te Parijs in een poging definitief van de pen te leven. Merkwaardig is het dat juist daar zijn meest Nederlandse toneelstukken Onder één dak (in het Drents) en Ynske (in het Fries) geschreven zijn.
Vanwege het uitbreken van de Eerste Wereldoorlog ging hij terug naar Nederland. In deze jaren beleefde hij zijn grootste successen. De uitvoeringen van Dolle Hans, Totok en Indo en Nonnie trokken volle zalen. Met de crisisjaren en het uitbreken van de Tweede Wereldoorlog liep de Nederlandse carrière van Fabricius op haar einde. Na een kort verblijf in Vlaanderen, vestigde hij zich in Engeland, waar hij intussen zijn tweede vrouw (Neville Margaret Colley) had leren kennen. In 1938 trok hij zich terug in een landelijk onderkomen genaamd 'Caesar's Camp' in Corfe Mullen (Dorset), waar hij ook stukken in het Engels schreef.
In 1946, het jaar waarin hij zijn 75ste verjaardag zou vieren, keerde Fabricius terug naar Nederland en werd benoemd tot ereburger van Assen. Hij presenteerde bij die gelegenheid zijn Jeugdherinneringen van een Asser jongen. Drie jaar later beschreef hij zijn Indische jaren in Tempo doeloe. Uit de Goeie Ouwe Tijd. Tijdens de festiviteiten in 1946 werd de toenmalige MULO-school in Assen omgedoopt tot 'Jan Fabriciusschool'.
In 1958 keerde hij opnieuw terug naar Nederland, ditmaal voor een aan hem gewijde aflevering van "Dit is uw leven", de Nederlandse versie van "This is your life" gepresenteerd door Bert Garthoff, waarin hij werd toegesproken door o.a. zijn zoon Johan Fabricius, Rika Hopper, Ben van Eysselsteijn, dr. Karel Loos, Britse acteur David Horne en de toen 91-jarige Mari van Warmelo. Regisseur Willy van Hemert beloofde hierin Fabricius' stuk Cesare als gastheer in de gevangenis voor de Nederlandse en Belgische televisie op te zullen nemen.
In 1959 onthulde hij bij de Jan Fabriciusschool het werk Indisch tafereel van Alfred van Werven, dat verwijst naar zijn periode in Nederlands-Indië. Op de plaats van de school staat nu een appartementencomplex, maar het Indisch tafereel is gespaard gebleven en in de gevel van het complex opgenomen.
Fabricius overleed in 1964 op 93-jarige leeftijd. Hij was ridder in de orde van Oranje Nassau en ereburger van Assen. Zijn zoon Johan Fabricius was eveneens schrijver.

### Toneel
- Met den handschoen getrouwd (1907)
- Eenzaam (1908)
- De rechte lijn (1910)
- Onder één dak (1915)
- Tòtòk en indo (1915)
- De run op de bank (1916); eenakter
- Dolle Hans (1916)
- Drie één-acters: Tegen de muur / Valse champêtre / De allergoeiste man van Haskerland (1916)
- Nonni (1916)
- Sonna (1916)
- Ynske (1922)
- Seideravond (1923)
- De blomkers (1924)
- Demon (1924)
- Hein Roekoe (1924)
- De skoaijer (1924)
- De koekoek (1926)
- Lasmi (1926)
- De reuzen van Klein Benting (1927)
- Cesare als gastheer in de gevangenis (1927)
- Marieken van Orvelterveen (1930); in samenwerking met H. Nijdam
- Om 8 uur 's morgens (1930)
- De butler (1931)
- De dorpsdokter (1932)
- Een ridder kwam voorbij (1932)
- Hans Hopper maakt carrière (1932)
- Onder ain dak (1932)
- Inbreker gevraagd! (1935); in samenwerking met Henk Bakker
- Afrekening (1937)
- Villa de Vreugd (1937)
- Loods aan boord (1939)
- Op 't kantje af (1939)
- De verdwenen ring (1940)
- De ladder Jacobs (1940); in samenwerking met Henk Bakker
- Kinderen (1943)
- Ieder mensch loopt met 'nen haan (1946); in het Vlaams bewerkt door Marc Fontenel
- Unner iên dak (1946); Drents van Jan Naarding
- Diefstal in 't kasteel (1950)
- Leentje Martijn begint haar leven! (1950)
- De ring van de profeet (1952); met Anne de Vries
- Een steen in de vijver (1954); uit het Engels vertaald door Anneke de Wilde
- Hare majesteit de vrouw (1958)

### Proza
- Jeugdherinneringen van een Asser jongen (1946); autobiografisch
- Tempo doeloe (1949); autobiografisch, illustraties van Menno van Meeteren Brouwer
- Diana (1954); roman
- Mensen, die ik gekend heb (1960); autobiografisch
- Uit mijn tijd (1961); titeluitgave van Tempo doeloe

## Publicaties over Jan Fabricius
- Jan Fabricius. De man en zijn werk. Met een woord vooraf van Johan Fabricius en een inl. van Jan Spierdijk. Assen, Van Gorcum, 1971. Geen ISBN
- Karel Loos: Jan Fabricius en zijne werken. Een dramaturgische studie. Antwerpen, L.J. Janssens, 1923.

## Galerij

Henri van Wermeskerken en Jan Fabricius in 1931
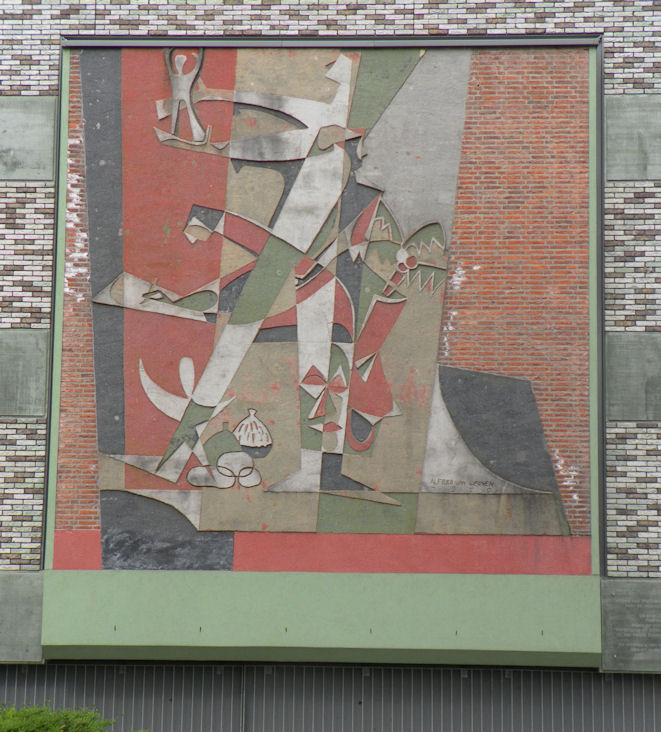
Indisch tafereel (1959) van Alfred van Werven, geïnspireerd op Fabricius' Indische werken